# オオハコヨコクビガメ
オオハコヨコクビガメ（大箱横首亀、Pelusios chapini）は、ヨコクビガメ科ハコヨコクビガメ属に分類されるカメ。

## 分布
模式標本の産地（模式産地）はアルバート湖（コンゴ民主共和国）。
ウガンダ、コンゴ共和国、コンゴ民主共和国北部、中央アフリカ共和国

## 形態
最大甲長38cmと、ハコヨコクビガメ属内では大型種ではあるが最大種ではない。背甲はややドーム状に盛りあがり、第9縁甲板周辺で最も幅広くなるやや細長い卵型。椎甲板にはあまり発達しない筋状の盛りあがり（キール）があるが、第3-4椎甲板では明瞭。後部縁甲板は外側へ広がりあまり鋸状に尖らずほぼ滑らかで、個体によっては反り返る。背甲の色彩は黒や黒褐色一色。成体では縁甲板の後部が反りかえることがある。
腹甲は腹甲板と股甲板の継ぎ目（シーム）でわずかに括れる。左右の喉甲板の間にある甲板（間喉甲板）は細長くやや小型で、横幅は左右の腹甲板と股甲板のシームの長さの0.25倍以下。蝶番より前部の甲板（前葉）は短い。左右の腹甲板の継ぎ目の長さ（間腹甲板長）よりも、左右の肛甲板の継ぎ目の長さ（間肛甲板長）が長い個体が多い。左右の肛甲板の間には深い切れこみが入る。蝶番は第5縁甲板中央部に接する。腹甲の色彩は暗褐色や黒一色で、中央部が黄色や黄褐色の個体もいる。
頭部はやや大型で、分厚い。吻端はやや突出する。上顎は先端が浅く凹み、その両脇が突出しわずかに牙状になる。下顎には小さい2本の髭状突起がある。頭部背面の色彩は褐色や暗褐色で、不明瞭な暗褐色の斑紋が入る個体もいる。下顎や頸部腹面の色彩は灰色や黄褐色。頸部背面や四肢、尾の色彩は黒や暗褐色。
幼体はキールが明瞭で、後部縁甲板が弱く鋸状に尖る。成長に伴いキール（第3-4椎甲板のキールは老齢個体でも残る事が多い）や縁甲板の突起は不明瞭になる。

## 分類
以前はクリイロハコヨコクビガメの大型個体群や亜種とされていた。

## 生態
河川や湖の周辺に生息する。

## 人間との関係
種小名chapiniはJames Paul Chapinへの献名。
ペットとして飼育されることがあり、日本にも輸入されている。日本では2003年に初めて確実な輸入例があり、流通はまれ。野生個体のみが流通する。飼育下では人工飼料にも餌付く。